# Tunge härad

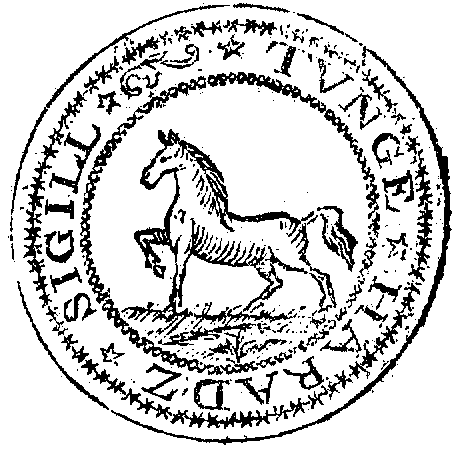
Tunge härads sigill.

Tunge härad var ett härad i mellersta Bohuslän inom nuvarande Munkedals kommun. Häradet omfattade 274 km². Tingsplatsen var ambulerande före 1732, med tingsställen i Foss (kyrkby i Foss socken), Kviström (Kvistrum, Foss), Svarteborg (kyrkby i Svarteborgs socken) och Sörbo (Krokstads socken i Sörbygdens härad). Från 1732 enbart Kviström.

## Vapnet
Häradsvapnet bar en vit häst mot ett grönt fält.

## Namnet
Häradsnamnet skrevs 1430 Tungohæredh. Det innehåller ordet "tunga" som terrängbeteckning. Syftningen är oklar men kanske åsyftas Tungenäs som skjuter ut längst i söder.

## Socknar
Tunge härad bestod av tre socknar:
- Foss
- Håby
- Svarteborg med Tose socken

## Geografi
Häradet var beläget vid Gullmarsfjordens innersta del. Trakten består av kuperad skogs- och bergsbygd, genomskuren av dalgångar, främst invid ån Örekilsälven med biflöden. I dalgångarna finns jordbruksmark.
Sätesgårdar var Smedbergs herrgård (Foss socken), Hensbacka herrgård (Foss), Brålands säteri (Foss), Torreby herrgård (Foss) Munkedals bruk (Foss), Saltkällans säteri (Foss), Bergs herrgård (Foss) och Torps herrgård (Håby).
Gästgiverier fanns vid häradets tingsställe Kviström (Foss) samt det tidigare tingsstället Svarteborg (kyrkby i Svarteborgs socken).

## Historia
Emedan Bohuslän fram till 1658 tillhörde Norge tillhörde man under denna tidsperiod Vikens stift och det historiska Ranrike. I detta stift uppfördes tre s.k. fylkeskyrkor varav Svarteborgs kyrka i Tunge härad var en av dessa. Också kyrkorna Foss kyrka och Håby kyrka härrör från medeltiden, och den förstnämnda omnämns t.o.m. i Heimskringla som platsen där en kung Öystein Haraldsson ska ha blivit dödad år 1157. Den mytologiska kung Rane lär också ha haft sitt hem vid nuvarande Svarteborgs kyrka.

## Län, fögderier, domsagor, tingslag och tingsrätter
Häradet hör sedan 1998 till Västra Götalands län, innan dess från 1680 till Göteborgs och Bohus län, före 1700 benämnd Bohus län. Kyrkligt tillhör församlingarna Göteborgs stift
Häradets socknar hörde till följande fögderier:
- 1686-1966 Sunnervikens fögderi
- 1967-1990 Munkedals fögderi

Häradets socknar tillhörde följande domsagor, tingslag och tingsrätter:
- 1681-1682 Tunge tingslag i Lane, Stångenäs, Sotenäs, Tunge, Sörbygdens, Bullarens, Kville, Tanum och Vette härader
- 1683-1697 Tunge, Sörbygden och Sotenäs tingslag i Tunge, Sörbygdens, Sotenäs, Bullaren, Kville, Tanum och Vette häraders domsaga
- 1698-1732 Tunge och Sörbygdens tingslag i Lane, Stångenäs, Sörbygdens, Tunge och Sotenäs häraders domsaga
- 1732-1916 Tunge, Stångenäs, Sörbygdens och Sotenäs tingslag i Lane, Stångenäs, Sörbygdens, Tunge och Sotenäs häraders domsaga, från mitten av 1800-talet kallad Sunnervikens domsaga
- 1917-1970 Sunnervikens tingslag i Sunnervikens domsaga

- 1971- Uddevalla tingsrätt med dess domsaga